# 石川優希
石川 優希（いしかわ ゆうき、1987年4月10日 - ）は、島根県出身のバスケットボール選手である。ポジションはガード。TGI D-RISE所属。

## 来歴
松江北高校を卒業後、鹿屋体育大学に進学。
卒業後、TGI D-RISEに入団。
2014年引退。
現在は栃木ブレックススクールインストラクター。また、栃木放送の解説者も務める。

## 経歴
- 松江第一中学校 - 松江北高校 - 鹿屋体育大学 - TGI D-RISE